# Phthinia ostroverchovae
Phthinia ostroverchovae är en tvåvingeart som beskrevs av Zaitzev 1984. Phthinia ostroverchovae ingår i släktet Phthinia och familjen svampmyggor. Inga underarter finns listade i Catalogue of Life.